# La difesa di Lužin
La difesa di Lužin è un romanzo di Vladimir Nabokov, scritto in russo nel 1929 e pubblicato nel 1930. Il romanzo è stato tradotto in inglese dall'autore stesso con l'aiuto di Michael Scammel, come The Defense nel 1964.

## Storia editoriale
Iniziato a Le Boulou, località termale dei Pirenei, e terminato a Berlino, il romanzo esce originariamente a puntate nella rivista parigina Sovremennye Zapiski, trimestrale curato da emigranti russi: la storia è firmata dall'autore con lo pseudonimo V. Sirin. Subito dopo il romanzo vede la pubblicazione in volume unico per la casa editrice berlinese Slovo.
Nel 2000 ne viene tratto un film con John Turturro ed Emily Watson, che però si prende molte licenze rispetto alla storia originale.
Il personaggio di Lužin è probabilmente basato su Curt von Bardeleben, un maestro tedesco che Nabokov conobbe personalmente. Von Bardeleben si suicidò gettandosi da una finestra. Nabokov disse di questo romanzo: "Di tutti i miei libri in russo, La difesa contiene e diffonde il maggiore 'calore' - ciò che può sembrare strano considerando che gli scacchi sono intesi comunemente come un gioco supremamente astratto".
Il nome di Salvatore Turati, il suo avversario nella sfida per il campionato del mondo, deriva probabilmente dall'entomologo Emilio Turati. Quando iniziò il romanzo Nabokov, un esperto entomologo, si trovava nei Pirenei a caccia di farfalle ed era quasi certamente venuto a conoscenza di un articolo di Turati, "Faunula Valderiensis nell'alta Valle del Gesso (Alpi Marittime)", pubblicato nel Bollettino della Società Entomologica Italiana.

## Trama
(Edizione Adelphi)
La storia inizia quando Lužin è ancora bambino e vive con il padre scrittore e la madre, nella Pietroburgo di inizio Novecento. Timido e introverso, ha problemi di rapporto con i compagni di scuola che lo prendono in giro spesso e volentieri. Durante la ricreazione tende a appartarsi.
Il suo rapporto con gli scacchi è abbastanza precoce. Ne sente parlare la prima volta da un violinista che si è esibito in una casa privata, hanno assistito anche i suoi genitori; invece di tornare dagli ospiti per un bis, l'uomo preferirebbe giocare una partita a scacchi. Il giorno successivo Lužin chiede alla zia (in realtà una cugina di secondo grado della madre) di insegnargli a giocare. Lei conosce la mosse ma non è una giocatrice provetta; un giorno però a casa sua Lužin incontra un signore, che con ogni probabilità è venuto a fare a corte alla zia, che gli insegna trucchi e tattiche finché, dopo non molto tempo, non riesce più a battere il ragazzino.
Quella del piccolo Lužin è una passione segreta, non può renderla pubblica perché teme che il padre lo privi del piacere. Sottrae la scacchiera di famiglia e la nasconde per usarla a suo piacimento, anche per risolvere i quesiti proposti dalle riviste specializzate. Il padre viene a saperlo perché un giorno nella casa di campagna gli propone una partita e si rende conto a sorpresa che il figlio è più bravo di lui. Convocato un suo conoscente, un medico appassionato di scacchi, scopre che neppure lui è in grado di batterlo.
Da questo momento inizia la carriera del ragazzo prodigio. Tornati a Pietroburgo, la sua foto appare sul giornale e iniziano i tornei nei circoli scacchistici. Ma la fine del vecchio mondo è alle porte. Ben presto Lužin viene invitato all'estero, e viaggia a Budapest, Vienna, Roma insieme al padre e al suo agente, Valentinov, ma lo scoppio della guerra mondiale li sorprende in Svizzera. Il padre fa ritorno in Russia ma autorizza il figlio a rimanere in un paese neutrale, dopo di che sfugge al suo controllo, ed è Valentinov a decidere per lui. Alla fine della guerra, dopo la rivoluzione d'ottobre e la morte della moglie, entrambi emigrano all'estero, e a questo punto è il giovane a mantenere il padre con i soldi che guadagna nei tornei.
Il padre medita a lungo di scrivere un racconto su di lui, ma la sua effimera fama di scrittore si stempera nei circoli culturali degli emigrati fino alla sua morte a sorpresa. Da questo momento Lužin è solo, disadattato, impossibilitato ad allacciare relazioni interpersonali durature, fino al momento del fortuito incontro con una donna a Parigi. Lui è in attesa di partire per Berlino e un nuovo torneo, lei è una sua connazionale espatriata attratta dalla sua fama oltre che dalla sua goffaggine. Lužin è grosso, trasandato, chiuso in se stesso. I due si frequentano, con il tempo non riescono più a fare a meno uno dell'altra. Si recano insieme a Berlino, dove lei abita con la famiglia in una piccola ricostruzione domestica della Russia ante rivoluzione. Lužin fa una pessima impressione sulla madre della fidanzata, che tenta di opporsi con tutte le proprie forze; tuttavia più lei frappone ostacoli, più la figlia si intestardisce nel volersi sposare.
La situazione precipita quando Lužin ha un grave tracollo nervoso durante una impegnativa partita con l'italiano Turati, in finale di torneo. Viene ricoverato in clinica, il primario impone di riposarsi e evitare per lungo tempo l'impegno degli scacchi. Come per reazione al sovraffaticamento, quando esce dall'ospedale Lužin non domanda nulla. Viene rivestito e reso presentabile agli amici di famiglia, fino al giorno del matrimonio. Il suocero gli propone un lavoro presso di sé. La suocera si preoccupa per la mancata gravidanza, ma Lužin e la moglie non hanno rapporti intimi.
Lužin sembra non provare la tentazione degli scacchi, finché un giorno trova dentro una vecchia giacca una scacchiera tascabile. Come quando era bambino con il padre, deve nasconderla alla moglie. Improvvisamente gli si presenta la soluzione di difesa a un problema di attacco di Salvatore Turati. Il suo atteggiamento nei confronti del gioco rimane comunque ambiguo. Nell'imminenza della partenza per il viaggio di nozze in Italia, che secondo la moglie servirà a svagarlo, si rifà vivo Valentinov. La moglie tenta di dissuaderlo, non vuole che entri in contatto con Lužin, ma lui riesce a portarlo fortunosamente in un caffè dove si gioca a scacchi.
Lužin sfugge e torna a casa, dove la moglie riceve ospiti per una cena d'addio. Ma qualcosa si è rotto in lui, forse percepisce una grave minaccia per la propria sanità mentale. Si chiude in bagno e mentre all'esterno i suoceri, la moglie e Valentinov, sopraggiunto nel frattempo, cercano di forzare la porta, Lužin si getta di sotto dalla finestra.

## Edizioni italiane
- Vladimir Nabokov, La difesa, traduzione di Bruno Oddera, collana "Scrittori italiani e stranieri", Mondadori, 1968.
- Vladimir Nabokov, La difesa di Lužin, traduzione di Gianroberto Scarcia e Ugo Tessitore, collana "Biblioteca Adelphi" n. 403, Adelphi, 2001,  p. 231, ISBN 88-459-1602-2.
  - stessa trad. in Romanzi, Adelphi (coll. "La Nave Argo" n. 10), 2008 ISBN 978-88-459-2295-4